# Blarians
Blarians é uma comuna francesa na região administrativa de Borgonha-Franco-Condado, no departamento de Doubs. Estende-se por uma área de 0,8 km². Em 2010 a comuna tinha 60 habitantes (densidade: 75 hab./km²).